# Албaтрос B.II
Албатрос B.II (нем. Albatros B.II) је једномоторни, двокрилни авион које је у току Првог светског рата развила и производила немачка фирма Albatros Flugzeugwerke за потребе немачког ваздухопловства и ратне морнарице а на основу лиценце Phönix Flugzeugwerke из из Беча за потребе Аустроугарског ваздухопловства.

## Пројектовање и развој
Авион Албaтрос B.II је конструисао Роберт Телен (Robert Thelen) на бази свог авиона  Албатрос B.I, из 1913. године. Авион је служио као ненаоружани извиђачки авион до 1915. године, али је потом замењена снажнијим и наоружаним авионима серије C. Због својих одличних летачких карактеристика, економичности и поузданости коришћен је као авион за обуку пилота до краја Првог светског рата.
Авион се произведио са моторима Мерцедес D.I од 100 KS, Бенз Bz.II од 110 KS и Мерцедес D.II од 120 KS. У верзији B.IIа авион је имао ојачани рам и мотор Мерцедес D.II или Аргус Ас II (оба по 120 KS).
Албатрос B.II је био полазни модел за даљи развој извиђачког авиона C.I, који је био развојни модел читаве серије авиона која је досегла до C.XIII (тринаест типова авиона).
Руски авиони Лебедев-11 и Лебедев-12 изграђени су по узору на заробљени авион Албатрос.
Верзија Албатрос W.1 је хидроавион заснован на моделу Албатрос B.II. Стајни трап је замењен пловцима а повећана је и површина крила.

## Технички опис
Труп му је правоугаоног попречног пресека, полумонокок конструкције. Предњи део, у коме је био смештен мотор је био делимично обложен алуминијумским лимом, на коме су се налазили отвори за излазак топлог ваздуха из моторског простора а остали део трупа је био облепљен дрвеном лепенком. У трупу су се налазиле две одвојене отворене кабине у тандем распореду (једна иза друге). У првој кабини је седео извиђач (стрелац) а пилот на другој позицији. Овакав распоред је касније промењен јер није одговарао ни пилоту ни извиђачу.
Овај авион је користио као мотор линијски течношћу хлађени мотор Мерцедес D.I снаге 105KS на чијем вратилу је била насађена дрвена двокрака вучна елиса фиксног корака. Положај хладњака за расхладну течност код овог авиона је решен на два начина: Први је хладњак смештен испод горњег крила. Други начин је постављње хладњака за хлађење расхладне течности мотора на спољним бочним страницама трупа у нивоу предње кабине.
Крила су била дрвене конструкције пресвучена импрегнираним платном релативно танког профила. Крила су између себе била повезана са четири пари паралелних упорница. Затезачи су били од клавирске челичне жице. Крилца за управљање авионом су се налазила на горњим крилима. Крила су била правоугаоног облика са полукружним крајевима. Доње крило је било нешто краће од горњег крила. Конструкције репних крила и вертикални стабилизатор као и кормило правца су била направљена од дрвета пресвучена платном. Хоризонтални репни стабилизатори су били упорницама са доње стране ослоњени на труп авиона.
Стајни трап је био класичан, фиксан са крутом осовином и бицикл точковима. Амортизација удара при слетању авиона се обављала помоћу гумених каишева а на репном делу се налазила еластична дрвена дрљача.
Авион није био наоружан.

## Варијанте
- B.II - Стандардни производни модел развијен из B.I у производњу ушао 1914;
- B.IIa - Побољшана верзија B.II, ојачани рам, хладњак померен на предњу ивицу горњег крила, мотори: Мерцедес D.II снаге 120 KS или Аргус Ас III.
- B.II (Ph) series 23 - Производња B.II-а у Бечу, Phönix Flugzeug-Werke AG за Аустроугарско ваздухопловство.
- B.II (Ph) series 24 - Производња B.II-а у Бечу, Phönix Flugzeug-Werke AG за Аустроугарско ваздухопловство.
- W.1 - Хидроавион са пловцима и мотором Benz Bz.III снаге 150 KS (112 ).
- Thulin C - лиценцна производња B.II-а у AB Thulinverken, за шведско ваздухопловство.

## Оперативно коришћење
- Немачка је користила Албатрос B.II као извиђачки авион до 1915. године, затим као школски авион до 1928. године.
- Пољско ваздухопловство је користило укупно 24 Албатрос B.II и B.IIа за обуку пилота све до 1920. године.
- Шведско ваздухопловство је користило 42 авиона овог типа све до 1929. године[3].
- Финска је користила 5 авиона овог типа купљених у Шветкој 1918. године.
- Летонија је 1920. године основала Летонску ваздухопловну школу са авионом Албатрос B.II кога су напустиле немачке трупе.
- Литванија је користила 6 немачких B.II (+1 као извор резервних делова) и 2 B.II која су сами изградили, између јуна 1919. и почетка 1930-их.

## Сачувани примерци
У пољском Музеју ваздухопловства у Кракову се чува један примерак овог авиона који је изложен као музејски експонат. Други примерак овог авиона је изложен у Музеју шведског ваздухопловства у Линкопингу као музејски експонат.

## Земље које су користиле овај авион
| - Аустроугарска - Бугарска - Немачко царство - Финска - Литванија | - Летонија - Пољска - Турска - Шведска - Велика Британија |